# Wunstorf
Wunstorf este un oraș din landul Saxonia Inferioară, Germania.
1. ↑  Mit Blaulicht und Trompeten: Die Verabschiedung von Bürgermeister Eberhardt (în germană), 30 octombrie 2021
2. ↑  Alle politisch selbständigen Gemeinden mit ausgewählten Merkmalen am 31.12.2018 (4. Quartal) (în germană), Statistisches Bundesamt[*], arhivat din original la 10 martie 2019, accesat în 10 martie 2019